# Sérgio Duarte
Sérgio Daniel Duarte (sinh ngày 11 tháng 1 năm 1993 ở Long Branch, New Jersey, Hoa Kỳ) là một cầu thủ bóng đá người Bồ Đào Nha-Hoa Kỳ thi đấu cho União de Leiria ở vị trí tiền vệ. Anh được phép đại diện cả đội tuyển quốc gia Bồ Đào Nha hoặc Hoa Kỳ nhưng anh cho rằng anh thích thi đấu cho Hoa Kỳ hơn.